# Dendrocopos darjellensis
Dendrocopos darjellensis е вид птица от семейство Picidae.

## Разпространение
Видът е разпространен в Бутан, Виетнам, Индия, Китай, Мианмар и Непал.